# Jan & Zwaan
Jan & Zwaan is een Nederlands accordeonduo uit Vroomshoop in de Nederlandse provincie Overijssel. Het duo bestond oorspronkelijk uit Jan van de Beld, een stukadoor uit Zuidwolde (Dr.), en Zwaantje van de Beld-Pieters, een schoenenverkoopster uit Hollandscheveld.
Het duo treedt voor het eerst op in 1961, dan nog onder de naam "The Menghini's", een vernoeming naar de Italiaanse accordeonbouwer Menghini. In eerste instantie zijn het amateurs, maar eind jaren zestig wordt de muziek voor het duo beroepsmatig en treden de twee voornamelijk in Noord- en Oost-Nederland op.
In 1973 worden ze landelijk bekend als "Jan & Zwaantje" met het nummer "Veronica" uitgebracht naar aanleiding van het verdwijnen van de gelijknamige radiopiraat en het nummer stond 2 weken in de tipparade. In 1979 stond het nummer "Ik zoek een meisje" in de Top 40 met als hoogste plaats nummer 20. In 1980 ontvangt het duo een gouden LP voor hun album Jan & Zwaan, dat zestien weken in de Album Top 50 stond met als hoogste notering plaats 9. In 1981 stond het nummer "Het dorpsfeest" 3 weken in de Top 40 met als hoogste plaats nummer 36. Het was een Nederlandstalige bewerking van het Duitse nummer "Schwarzbraun ist die haselnuss". Op de B-zijde stond het nummer "Zeg nog eenmaal".
Daarna treden ze in het hele land op en daarnaast in andere landen in Europa voor Nederlandse toeristen. In die tijd worden ze op drums begeleid door vrachtwagenchauffeur Barteld Kok of Hilbert Kuyer. Op 15 april 2007 viert het duo hun 45-jarige artiestenjubileum.
Na een ziekbed overleed op 21 oktober 2010 Zwaan op 65-jarige leeftijd.
Jan trad tot hoge leeftijd nog op, tot februari 2023 met Hennie Dogger als het duo "Jan & Zwaan ". Hennie Dogger is op 17 mei 2023 overleden.